# Ben Gibbard
Benjamin Gibbard (Bremerton, 11 agosto 1976) è un musicista statunitense, conosciuto per aver formato numerosi gruppi Indie.

## Biografia
Cantante dei due gruppi Death Cab for Cutie e The Postal Service, è anche conosciuto per l'altro suo progetto, ¡All-Time Quarterback!. Vanta inoltre alcuni lavori da solista. Agli albori la sua musica è influenzata dai Nirvana (sebbene abbia in seguito dichiarato "'Grunge was never for me'"), dagli Stone Roses, dai Superchunk, dai Built to Spill, dai Teenage Fanclub, dai Pixies e dagli Ultra Vivid Scene. Ha inoltre dichiarato che la sua maggiore influenza è Jack Kerouac.
Ha studiato ingegneria presso Western Washington University. Lui e la sua band Death Cab for Cutie sono inoltre conosciuti per l'appoggio alle battaglie per la difesa dei diritti degli animali e per la promozione al vegetarismo.
Il 29 dicembre 2008 Gibbard si fidanza con l'attrice cantante Zooey Deschanel e il 19 settembre 2009 i due convolano a nozze.
La coppia il 1º novembre 2011, dopo due anni di matrimonio, annuncia la sua separazione consensuale; il divorzio diviene effettivo il 12 dicembre 2012.